# Walter Russell
Walter Russell (Boston, 19 maggio 1871 – Swannanoa, 19 maggio 1963) è stato un artista e filosofo statunitense.
Personaggio poliedrico, attivo come pittore, scultore, architetto, è anche noto per la sua teoria unificata nella fisica e nella cosmogonia. Russell affermava di essere stato illuminato da Dio, un'esperienza che durò 39 giorni nel maggio-giugno del 1921, in seguito alla quale gli sarebbe stato rivelato il segreto della creazione consentendogli una comprensione completa della legge naturale.

## Biografia

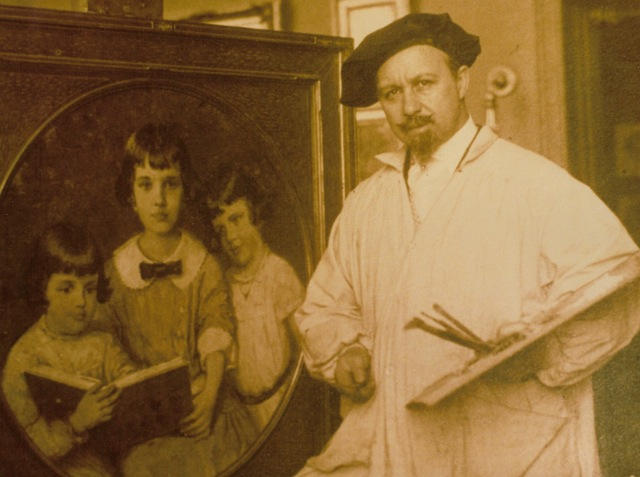
Russell nelle vesti di pittore

Russell nacque a Boston il 19 maggio 1871. Abbandonò prematuramente la scuola all'età di otto anni al fine di contribuire al sostegno della sua famiglia. Nel 1894 Russell sposò la sua prima moglie Helen Andrews, con cui ebbe due figlie. Nel 1921, all'età di 49 anni, Russell visse la sua "Illuminazione nella Luce della Coscienza Cosmica" che durò per un periodo di 39 giorni. L'incontro con la sua seconda moglie, Lao Russell, avvenne nel 1946, il loro matrimonio nel 1948. Lao e Walter lavorarono insieme per 15 anni fino alla morte di lui, avvenuta il giorno del suo novantaduesimo compleanno.

## Pensiero

### Cosmogonia russelliana
Russell sosteneva che nell'analisi dei fenomeni l'uomo è fortemente fuorviato dai sensi, vivendo in un complesso mondo di effetti di cui ignora le cause. Nella cosmogonia russelliana l'intero universo non è altro che un'illusione che il Creatore pone in essere tramite il moto di luce bipolare, in cui Dio, il creatore, è l'unica cosa che esiste, mentre l'universo è la Coscienza Universale di Dio, un suo attributo, una sua qualità.
L'universo formato dalle molteplici sostanze che i sensi percepiscono, in realtà, non è altro che un'illusione creata da onde elettriche di movimento, che simulano molteplici sostanze che i nostri sensi percepiscono come reali; nel momento in cui un essere umano riesce a comprendere l'illusione di ciò che vede, riesce a oltrepassare i sensi e a trascendere quello che vede in conoscenza. Questo passaggio divide l'uomo fisico dall'uomo spirituale. Russell sosteneva che non c'è nessun inizio o fine di qualunque fenomeno in natura. Le cause sono eterne e gli effetti eternamente ripetuti.
Russell vedeva il sesso come una caratteristica comune a tutti gli elementi della natura e come esso fosse il principio creativo di tutto l'universo: l'accoppiamento sessuale degli umani e quello degli elementi in natura coincide, ogni cosa trae l'apparenza dell'esistenza dall'unione di due opposte metà di un disegno unitario, che si ripetono per mezzo della divisione dell'unità in due polarità negativa e positiva. Questo avviene sia per il mondo animale, che per quello vegetale, ma anche per la materia. Queste due polarità, se sbilanciate, violentemente desiderano tornare alla condizione di equilibrio in cui sono unite.

### Energia nucleare
Lao e Walter Russell hanno scritto il libro Atomic Suicide? come un monito contro l'abuso dell'energia nucleare attraverso la proliferazione di centrali nucleari. Secondo Walter Russell, l'aumento di calore e la pressione generata sul pianeta dal crescente uso di energia nucleare potrebbe causare grandi cambiamenti globali e alla fine distruzioni di natura catastrofica.

### Malattie e guarigione
Tutti i problemi e le malattie dell'uomo, secondo Russell, nascono dalla mancata conoscenza di Dio in sé stesso. L'uomo, come estensione di Dio, è creatore del proprio corpo elettrico e il suo dominio su di esso è commisurato alla conoscenza della luce del Creatore in se stesso.
Il corpo non è altro che una macchina fatta per esprimere quello che passa attraverso i pensieri e le immagini prodotte dalla mente umana. Nella cosmogonia russelliana le malattie nascono dalla registrazione di un pattern sbilanciato sulla propria anima: registrando pensieri di rabbia, paura, frustrazione si producono sbilanciamenti che non hanno relazione con l'amore e con la Mente Universale, e queste onde erutteranno con una violenza paragonata all'intensità dello sbilanciamento di queste emozioni. Ogni emozione, di qualsiasi natura, che non sia basata sull'amore avvelena il corpo; ecco perché l'amore è il più grande isolante dalle malattie che possono attaccare l'uomo. La gioia e la felicità sono indicatori del bilancio della macchina umana, che è la condizione normale di una mente geniale, è questo stato di estasi il segreto della giovinezza e della forza in ogni uomo.

## Libri
- The Sea Children, 1901
- The Bending of the Twig, 1903[9]
- The Age of Innocence, 1904[10]
- The Universal One, 1926
- The Russell Genero-Radiative Concept or The Cyclic Theory of Continuous Motion, L. Middleditch Co., 1930
- The Secret of Light, 1st ed., 1947, 3rd ed., Univ of Science & Philosophy, 1994, ISBN 1-879605-44-9
- The Message of the Divine Iliad, vol. 1, 1948, vol 2. , 1949
- The Book of Early Whisperings, 1949
- The Home Study Course, (in cooperation with Lao Russell), 1st ed., 1950-52
- Scientific Answer to Human Relations, (in cooperation with Lao Russell), Univ of Science & Philosophy, 1951
- A New Concept of the Universe, Univ of Science & Philosophy, 1953
- Atomic Suicide?, (in cooperation with Lao Russell), Univ of Science & Philosophy, 1957
- The World Crisis: It's Explanation and Solution, (in cooperation with Lao Russell), Univ of Science & Philosophy, 1958
- The One-World Purpose, (in cooperation with Lao Russell), Univ of Science & Philosophy, 1960

Libri pubblicati dopo la sua morte:
- Think: The First Principle of Business Ethics, Univ of Science & Philosophy, 2nd ed., 2003, ISBN 1-879605-73-2
- Your Day and Night, (excerpt from The Message of the Divine Iliad), Univ of Science & Philosophy, 1993, ISBN 1-879605-09-0
- The Sculptor Searches for Mark Twain's Immortality, (talk given 1934), Univ of Science & Philosophy, 1991, ISBN 1-879605-31-7
- The Electric Nature of the Universe, (talk given 1936), Univ of Science & Philosophy, 1991, ISBN 1-879605-00-7
- Space and the Hydrogen Age, (talk given 1939), Univ of Science & Philosophy, 1989
- The Immortality of Man, (talk given 1944), Univ of Science & Philosophy, 1991, ISBN 1-879605-33-3
- The Fifth Kingdom Man, (talk given 1946), Univ of Science & Philosophy, 1991, ISBN 1-879605-01-5
- Genius Inherent In Everyone, (talk given 1946), Univ of Science & Philosophy, 1994, ISBN 1-879605-36-8
- The Secret of Working Knowingly with God, (talk given 1946), Univ of Science & Philosophy, 1993, ISBN 1-879605-38-4
- The Self Multiplication Principle, (talk given 1946), Univ of Science & Philosophy, 1993, ISBN 1-879605-39-2
- The Meaning and Acquisition of Wealth, (talk given 1946), Univ of Science & Philosophy, 1993, ISBN 1-879605-41-4
- The Dawn of a New Day in Human Relations, (talk given 1951), Univ of Science & Philosophy, 1991, ISBN 1-879605-32-5
- Caring for Your Physical & Spiritual Health, (talk given 1951), Univ of Science & Philosophy, 1994, ISBN 1-879605-40-6
- The Quest of the Grail, (unfinished manuscript), Univ of Science & Philosophy, 1991, ISBN 1-879605-02-3
- Where Do I Go When I Die, (in cooperation with Lao Russell), (excerpts from other books), Univ of Science & Philosophy, 1992, ISBN 1-879605-37-6
- The Electrifying Power of Man-Woman Balance, (in cooperation with Lao Russell), (is the same asThe One-World Purpose except 2 projects at the end of the book are missing), Univ of Science & Philosophy, 1988